# Sharpsburg (Maryland)
Sharpsburg ist ein Ort im Washington County im Bundesstaat Maryland in den Vereinigten Staaten von Amerika. Das U.S. Census Bureau hat bei der Volkszählung 2020 eine Einwohnerzahl von 560 ermittelt.
Der Ort liegt etwa 20 Kilometer südlich von Hagerstown. In Sharpsburg wohnen 691 Menschen. Während des Sezessionskrieges fand in Sharpsburg in der Umgebung des Antietam Creek die Schlacht am Antietam statt, an die heute das Antietam National Battlefield erinnert.

## Geschichte
Ein Siedler namens Joseph Chapline zog um 1740 in die Gegend, nach Beendigung des Franzosen- und Indianerkrieges gründete er die Stadt im Jahre 1763. Er benannte den Ort zu Ehren seines Freundes und des proprietären Gouverneurs der Provinz Maryland, Horatio Sharpe. Auf der Ostseite des Potomac River gelegen, hatte der Ort Zugang zu Wasserkraft und wurde im frühen 19. Jahrhundert ein bevorzugter Standort für die Industrie. Dies verstärkte sich, als der Chesapeake and Ohio Canal im Jahre 1836 bis nach Sharpsburg verlängert wurde.
Der konföderierte General Robert E. Lee marschierte im Spätsommer 1862 in Maryland ein und wurde vom General der Union George B. McClellan verfolgt. Ihre Armeen trafen am 17. September 1862 in der Schlacht am Antietam aufeinander, die in den Südstaaten auch als Schlacht bei Sharpsburg bezeichnet wird. Die Schlacht gilt mit rund 3.600 Gefallenen und Gesamtverlusten von etwa 23.000 Mann als der blutigste Tag des Sezessionskrieges und der US-amerikanischen Militärgeschichte. Der militärisch ergebnislose, aber strategisch wichtige Sieg der Union erlaubte es Abraham Lincoln, die Emanzipations-Proklamation abzugeben. Dieser Sieg war ein Wendepunkt des Krieges, weil er die Konföderierten in ihrem Fortschritt bremste und einen Sieg auf dem Boden der Union verhinderte.
Der Ort selbst wurde dem National Register of Historic Places (Nationales Register historischer Stätten) als Sharpsburg Historic District im Jahre 2008 hinzugefügt.

## Geographie
Nach Angaben des United States Census Bureau umfasst der Ort eine Fläche von 0,6 Quadratkilometern.

## Demographie
Nach der Volkszählung im Jahr 2000 lebten hier 691 Menschen in 286 Haushalten und 193 Familien. Die Bevölkerungsdichte betrug 1213 Einwohner pro km². Ethnisch betrachtet setzte sich die Bevölkerung zusammen aus 97,8 Prozent Weißen, 0,4 Prozent Afroamerikanern und 0,6 Prozent Asiaten; 1,2 Prozent stammten von zwei oder mehr Ethnien ab. 0,3 Prozent der Bevölkerung waren spanischer oder lateinamerikanischer Abstammung.
Von den 286 Haushalten hatten 26,6 Prozent Kinder unter 18 Jahren, die bei ihnen lebten, 54,2 Prozent davon waren verheiratete, zusammenlebende Paare, 9,4 Prozent waren allein erziehende Mütter und 32,5 Prozent waren keine Familien. 26,2 Prozent bestanden aus Singlehaushalten und in 8,0 Prozent lebten Menschen mit 65 Jahren oder älter. Die Durchschnittshaushaltsgröße betrug 2,42, die durchschnittliche Familiengröße 2,90 Personen.
21,7 Prozent der Bevölkerung waren unter 18 Jahre alt, 8,7 Prozent waren 18 bis 24 Jahre, 29,1 Prozent waren 25 bis 44 Jahre, 27,6 Prozent waren 45 bis 64 Jahre, und 12,9 Prozent waren 65 oder mehr Jahre alt. Das Durchschnittsalter betrug 38 Jahre. Auf 100 weibliche Personen kamen 103,2 männliche Personen. Auf 100 Frauen im Alter von 18 Jahren oder darüber kamen 101,9 Männer.
Das jährliche Durchschnittseinkommen eines Haushalts betrug 41.786 US-$ und das jährliche Durchschnittseinkommen einer Familie betrug 52.875 $. Männer hatten ein durchschnittliches Einkommen von 37.500 $, Frauen 22.000 $. Das Prokopfeinkommen betrug 20.917 $. 1,1 % der Bevölkerung und 3,1 % der Familien lebten unterhalb der Armutsgrenze; darunter waren keine Kinder und Jugendliche unter 18 Jahre, aber 5,6 Prozent der 65 Jahre alten oder älteren Personen.